# 蓝伯特左锥螺
蓝伯特左锥螺，又名三毛色肥腹錐折螺，是异腹足目左锥螺科双珠螺属的一种迷你貝，殼體長約5 mm。

## 分布
本物種分布於西太平洋，東自新喀里多尼亞、至日本琉球群島、奄美群島和日本中部及台灣，見於台灣的恆春半島、蘭嶼、綠島、屏東縣恆春半島，大樹房，小琉球，台灣北部海域。常栖息在潮间带沙滩或泥滩。